# Зельманович Віктор Ігорович
Зельманович Віктор Ігорович (нар. 3 жовтня 1992 — пом. 10 грудня 2017) — доброволець Української Добровольчої Армії, учасник російсько-української війни.

## Життєпис
Народився 3 жовтня 1992 року у селищі міського типу Доманівка Миколаївської області.
Навчався у Доманівській школі № 1. Після 10 класу Віктору довелось покинути освіту та йти працювати. Разом із батьком він працював трактористом в агрофірмі «Нібулон».
Боєць окремої тактичної групи «Волинь» Української добровольчої армії.
25 березня 2017 року він вперше прибув на позиції підрозділу біля Мар'їнки.
30 серпня під час нападу ворожої ДРГ отримав осколкові поранення, після чого був відправлений до Миколаєва, переніс операцію по видаленню осколків. Пробувши вдома місяць, повернувся назад на передову.
Загинув 10 грудня у Донецькій області внаслідок підриву на фугасі під час виконання бойового завдання. Разом із ним загинув його побратим та близький товариш Олександр Зубченко.
Похований 13 грудня у рідному селі.
У нього залишилися батьки та сестра.

## Нагороди та вшанування
- Нагороджений відзнакою «За заслуги перед Миколаївщиною» І ступеня (посмертно)[1]
- Вшановується в меморіальному комплексі «Зала пам'яті», в щоденному ранковому церемоніалі 10 грудня[2][3].